# Daniel Minahan

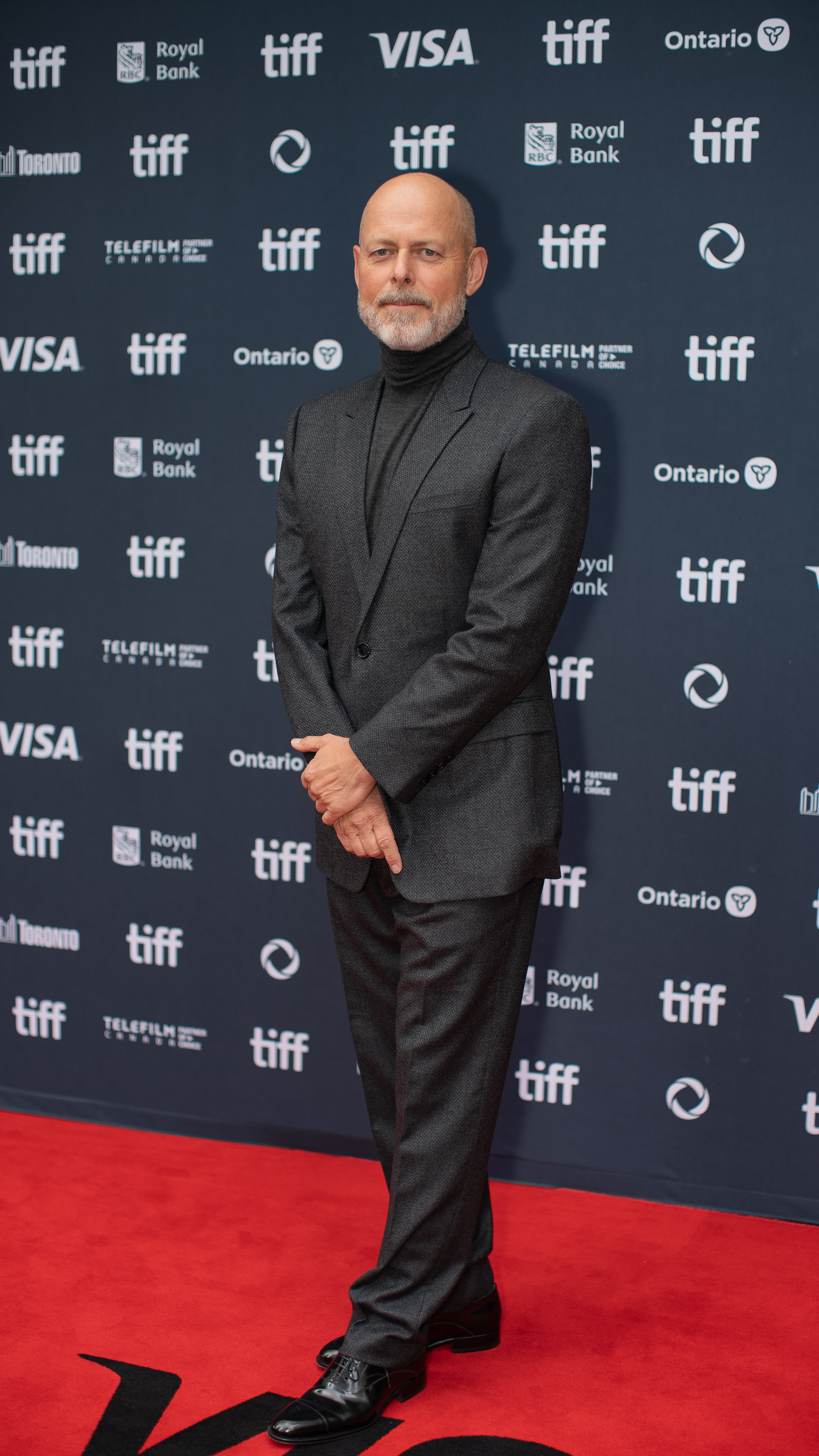
Daniel Minahan (2024)

Daniel „Dan“ Minahan (* 1962) ist ein US-amerikanischer Regisseur und Drehbuchautor.

## Leben
Minahan studierte Film und Video an der School of Visual Arts in New York City, wo er 1987 einen Bachelor of Fine Arts erlangte.
Gemeinsam mit Mary Harron schrieb er auf Basis von Jeremiah Newtons Buch The Letters and Diaries of Candy Darling das Drehbuch zu Harrons Filmbiografie I Shot Andy Warhol (1996). 2001 verfilmte Minahan sein eigenes Drehbuch zur Komödie Series 7 – Bist du bereit?. Danach wandte er sich verstärkt der Regie von Fernsehproduktionen zu und drehte unter anderem Episoden der Serien Six Feet Under – Gestorben wird immer, The L Word – Wenn Frauen Frauen lieben, Deadwood, Grey’s Anatomy, True Blood, Game of Thrones und Marco Polo.
2021 verfilmte Minahan für Netflix in der Miniserie Halston das Leben des Modedesigners Roy Halston Frowick mit Ewan McGregor in der Hauptrolle.

## Filmografie (Auswahl)
Drehbuch
- 1996: I Shot Andy Warhol
- 2001: Series 7 – Bist du bereit? (Series 7: The Contenders)

Regie
- 2001: Series 7 – Bist du bereit? (Series 7: The Contenders)
- 2003–2005: Six Feet Under – Gestorben wird immer (Six Feet Under, Fernsehserie, 4 Episoden)
- 2004–2005: The L Word – Wenn Frauen Frauen lieben (The L Word, Fernsehserie, 2 Episoden)
- 2004–2006: Deadwood (Fernsehserie, 4 Episoden)
- 2005: Welcome, Mrs. President (Commander in Chief, Fernsehserie, 1 Episode)
- 2005–2007: Grey’s Anatomy (Fernsehserie, 5 Episoden)
- 2007: The Black Donnellys (Fernsehserie, 1 Episode)
- 2007: Big Love (Fernsehserie, 1 Episode)
- 2007: John from Cincinnati (Fernsehserie, 1 Episode)
- 2008: Swingtown (Fernsehserie, 1 Episode)
- 2008: Life on Mars (Fernsehserie, 1 Episode)
- 2008–2012: True Blood (Fernsehserie, 8 Episoden)
- 2009: Good Wife (The Good Wife, Fernsehserie, 1 Episode)
- 2009: House Rules (Fernsehfilm)
- 2011–2013: Game of Thrones (Fernsehserie, 5 Episoden)
- 2012: The Newsroom (Fernsehserie, 1 Episode)
- 2013: Ray Donovan (Fernsehserie, 1 Episode)
- 2013: Homeland (Fernsehserie, 1 Episode)
- 2014–2016: Marco Polo (Fernsehserie, 4 Episoden)
- 2017: House of Cards (Fernsehserie, 2 Episoden)
- 2018: American Crime Story (Fernsehserie, 3 Episoden)
- 2019: Deadwood – Der Film (Deadwood: The Movie, Fernsehfilm)
- 2020: Hollywood (Miniserie, 1 Episode)
- 2020: Ratched (Fernsehserie, 1 Episode)
- 2021: Halston (Miniserie, 5 Episoden)
- 2022: The Girl from Plainville (Miniserie, 1 Episode)
- 2023: Fellow Travelers (Miniserie)
- 2024: On Swift Horses